# Christian Ludwig (Politiker)
Johann Christian Philipp Sebastian Ludwig (* 14. März 1824 in Hildesheim; † 1893 oder 1894) war ein deutscher Maurermeister und Kommunalpolitiker.

## Leben
Christian Ludwig wurde als Sohn von Conrad Ludwig und Johanne Ferdinandine Peters in Hildesheim geboren. Nach der Lehre des Maurerhandwerks ging er nach Geestemünde und heiratete als Maurermeister am 3. März 1854 in Geestendorf (Reg.Nr. 1854/6) Johanne Dorothea Müller (* 15. Februar 1823 in Bremen). Sein Sohn Friedrich Louis Gottlieb Ludwig war Baumeister in Bremerhaven.
1863 bis 1868 war er Beigeordneter in Geestemünde, 1868 bis 1880 Gemeindevorsteher. In seiner zwölfjährigen Amtszeit hat er sich für den wirtschaftlichen und kulturellen Aufschwung der Gemeinde eingesetzt. Sein Verdienst war vor allem die Gründung des Progymnasiums in Geestemünde. Nachdem Verhandlungen mit Bremerhaven gescheitert waren und der zuständige Minister die Errichtung einer staatlichen Schulanstalt abgelehnt hatte, gründete die Gemeinde in eigener Regie ein Progymnasium. Am 29. April 1878 übergab Christian Ludwig die Schlüssel der Schule an den Direktor Holstein. Bereits im ersten Jahr übertraf die Zahl von 131 Schülern die geplante Kapazität um ein Drittel. 1883 bis 1893 war Christian Ludwig königlicher Kompatronats-Kommissar für die höhere Lehranstalt.